# Николаевская церковь (Вертиевка)
Николаевская церковь — православный храм в селе Вертиевке Нежинского района Черниговской области, памятник архитектуры местного значения.

## История
Решением исполкома Черниговского областного совета народных депутатов от 26.06.1989 № 130 присвоен статус памятник архитектуры местного значения с охранным № 56-Чг под названием Николаевская церковь. Установлена информационная доска.

## Описание
Николаевская церковь построена в 1887 году в формах историзма на месте деревянной церкви и колокольни.
Каменная, пятидольная (пятисрубная — 5 объёмов), крестообразная в плане церковь с четырёхскатной крышей и крестом (без купола на барабане), удлинённая по оси запад—восток, с прирубами между ветвями основных объёмов. С севера и запада примыкают 5-гранные приделы. С востока к основному подкупольному объёму примыкает 5-гранная апсида. С запада к общему объёму примыкает трёхъярусная колокольня — четверик, несущий четверик на четверике, завершается 4-гранным шатром. Оконные проемы арочные, что находит отражение в закомарах верхнего яруса колокольни. Имеет три входа с крыльцами. Фасад храма украшают пилястры, карнизы.
После октября 1917 года храм был закрыт. С 4 декабря 1988 года возобновилось богослужение.